# We're All No One
We're All No One è un singolo del duo di DJ australiane Nervo, pubblicato nel 2011 ed estratto dall'album Collateral.
Il brano vede la partecipazione del DJ olandese Afrojack e del DJ statunitense Steve Aoki.

## Tracce
Download digitale (USA/Australia)
1. We're All No One (Edit) – 3:20
2. We're All No One (NERVO Goes to Paris Remix) – 5:41
3. We're All No One (Hook N Sling Remix) – 6:01
4. We're All No One (Dave Audé Club Mix) – 8:14
5. We're All No One (Jungle Fiction Remix) – 4:03
6. We're All No One (Original Mix) – 3:36